# Paradarisa rantaizanensis
Paradarisa rantaizanensis là một loài bướm đêm trong họ Geometridae.